# Pocahontas (Arkansas)
Pocahontas es una ciudad ubicada en el condado de Randolph en el estado estadounidense de Arkansas. En el Censo de 2010 tenía una población de 6608 habitantes y una densidad poblacional de 337,88 personas por km².

## Geografía
Pocahontas se encuentra ubicada en las coordenadas 36°15′49″N 90°58′13″O / 36.26361, -90.97028. Según la Oficina del Censo de los Estados Unidos, Pocahontas tiene una superficie total de 19.56 km², de la cual 19.06 km² corresponden a tierra firme y (2.52%) 0.49 km² es agua.

## Demografía
Según el censo de 2010, había 6608 personas residiendo en Pocahontas. La densidad de población era de 337,88 hab./km². De los 6608 habitantes, Pocahontas estaba compuesto por el 95.61% blancos, el 0.98% eran afroamericanos, el 0.54% eran amerindios, el 0.26% eran asiáticos, el 0.02% eran isleños del Pacífico, el 1.13% eran de otras razas y el 1.45% pertenecían a dos o más razas. Del total de la población el 2.39% eran hispanos o latinos de cualquier raza.